# Claudia Bührig
Claudia Bührig (* 1963) ist eine deutsche archäologische Bauforscherin und Architektin.

## Leben und Wirken
Claudia Bührig begann 1983 mit einem Studium der Architektur an der Universität Hannover. In den folgenden Jahren nahm sie an Projekten in Ägypten, Chile, Italien, dem Jemen, Jordanien, dem Sudan und der Türkei teil. Von 1995 bis 2001 war sie wissenschaftliche Assistentin an der BTU Cottbus. Sie wandte sich immer mehr der Historischen Bauforschung zu und wurde 2002 mit der zweibändigen Arbeit Das spätkaiserzeitliche Bogenmonument extra muros von Gadara (Umm Qais) in Cottbus zum Dr.-Ing. promoviert. Von 2002 bis 2005 war sie Wissenschaftliche Mitarbeiterin der Forschungsinitiative Wissensgeschichte der Architektur – Epistemic History of Architecture am Max-Planck-Institut für Wissenschaftsgeschichte in Berlin, 2013/14 höhere wissenschaftliche Mitarbeiterin am Institut für Denkmalpflege und Bauforschung der ETH Zürich. Seit 2015 ist Bührig Mitarbeiterin des Deutschen Archäologischen Instituts in Berlin. 2015 war sie zunächst Referentin an der Zentrale und stellvertretende Leiterin der Redaktion der Zentrale, 2016/17 war sie an der Orient-Abteilung beschäftigt. Seit 2017 leitet sie in Nachfolge von Karin Bartl die Außenstelle Damaskus und die am Deutschen Evangelischen Institut für die Altertumswissenschaft des Heiligen Landes angesiedelte Forschungsstelle des DAI in Amman. Seit 2015 ist Bührig auch Lehrbeauftragte an der TU Berlin.
Im Rahmen des Cultural Awareness Programs for Children. Train the Trainer (Kultur- und Naturvermittlungsprogramme für Kinder. Trainiere den Trainer) des DAI leitete Bührig von 2014 bis 2019 verschiedene Initiativen in Jordanien. Seit 2016 leitet sie das Programm Bauwerkserhaltung als Trainingsprogramm. Stonemasons Apprenticeship and Building Preservation (Schulung und Kapazitätsaufbau. Steinmetzlehre und Baudenkmalpflege). Seit 2001 leitet sie zudem die Feldforschungen in der antiken Stadt Gadara, dem modernen Umm Qays sowie seit 2010 zudem den Hinterland-Survey im Umland von Gadara in Jordanien. 2022 begann sie einen Survey zur Siedlungstätigkeit und Ressourcennutzung in der nordöstlichen Wüstensteppenregion Jordaniens in Qasr Burqu. Zudem koordiniert sie das verstärkte Engagement des DAI im Bereich der Kultur- und Naturvermittlung und des Kulturerhalts. Zentrale Forschungsthemen Bührigs sind die Bau- und Stadtbaugeschichte im hellenistisch-römischen sowie spätantik-frühislamischen Vorderen Orient. Darüber hinaus befasst sie sich mit dem Kulturgüterschutz und Bauwerkserhaltung, mit der Wissensvermittlung und der Erforschung alten Bauwissens.
Claudia Bührig ist seit 2014 ordentliches Mitglied und war zuvor seit 2003 korrespondierendes Mitglied des Deutschen Archäologischen Instituts.

## Publikationen (Auswahl)
- Das spätkaiserzeitliche Bogenmonument extra muros von Gadara (Umm Qais). Städtebauliche Bedeutung und Funktion eines freistehenden Torbaus an der Schnittstelle von Stadt und Umland. 2 Bände (= Orient-Archäologie. Band 21 = Orient-Archäologie. Gadara. Band 1). Leidorf, Rahden 2002, ISBN 978-3-89646-651-8.

Herausgeberschaften
- mit Adolf Hoffmann: Forschungen in Gadara, Umm Qays von 1987 bis 2000 (= Orient-Archäologie. Band 28 = Orient-Archäologie. Gadara. Band 2). Leidorf, Rahden 2002, ISBN 978-3-89646-658-7.
- mit Alexander Ahrens, Dörte Rokitta-Krumnow und Franziska Bloch: Drawing the threads together. Studies on archaeology in honour of Karin Bartl (= marru. Band 10). Zaphon, Münster 2020, ISBN 978-3-96327-120-5.
- mit Margarete van Ess, Iris Gerlach, Arnulf Hausleiter, Bernd Müller-Neuhof: Klänge der Archäologie. Festschrift für Ricardo Eichmann. Harrassowitz, Wiesbaden 2021, ISBN 978-3-447-11681-7.